# Щанов (приток Коина)
Щанов (Щаный) — река в России, течёт по территории Княжпогостского района Республики Коми. Устье реки находится в 13 км по левому берегу реки Коин. Длина реки составляет 12 км.

## Данные водного реестра
По данным государственного водного реестра России относится к Двинско-Печорскому бассейновому округу, водохозяйственный участок реки — Вычегда от города Сыктывкар и до устья, речной подбассейн реки — Вычегда. Речной бассейн реки — Северная Двина.
Код объекта в государственном водном реестре — 03020200212103000021548.